# اچ‌دی ۹۰۸۵۳
اچ‌دی ۹۰۸۵۳ یک ستاره است که در صورت فلکی شاه‌تخته قرار دارد.